# 赫伯特·布勒克尔
赫伯特·布勒克尔（德語：Herbert Blöcker，1943年1月1日—2014年2月15日），德国男子马术运动员。他曾代表西德、德国参加1976年、1992年和1996年夏季奥林匹克运动会马术比赛，获得二枚银牌和一枚铜牌。